# Ernest Meininger
Auguste Ernest Meininger (né le 12 janvier 1852 à Mulhouse, mort le 8 ou le 9 septembre 1925 à Mulhouse) est un historien, publiciste et archiviste.

## Carrière
Après ses études et son apprentissage commercial à Mulhouse, Ernest Meininger s'installe à Paris dans le contexte de la  Guerre franco-allemande de 1870. En effet, après la défaite de la France, ses parents ont optés pour la France et Ernest Meininger les suit à Paris. En 1876, il revient à Mulhouse et commence à écrire ses premières poésies en dialecte mulhousien. Par ailleurs, il commence sa carrière dans le journalisme. Il collabore à la revue hebdomadaire Das Elsass entre 1879 et 1880 puis il est le correspondant attitré pour Mulhouse du Journal d'Alsace (1885-1887). Par la suite, il est rédacteur en chef de L'Echo artistique d'Alsace entre 1886 et 1888 puis il occupe le même poste pour le journal quotidien mulhousien l'Express, à compter du 1er janvier 1891. Il quitte la rédaction et le journalisme en 1905/1906 et fonde une imprimerie qui porte son nom : l'imprimerie Ernest Meininger. De nombreux ouvrages sortent de ses presses.
Il s'investit également en politique en siégeant au conseil municipal de Mulhouse entre 1896 et 1902. Il préside le Théâtre de Mulhouse entre 1901 et 1907 et il est cofondateur du syndicat d'initiative de Mulhouse qu'il préside entre 1911 et 1924.
Membre de la Société du Musée historique de Mulhouse depuis 1879, il entre au comité en 1880 puis en devient secrétaire-adjoint en 1881. En 1884, il devient secrétaire avant de démissionner en 1896 puis il occupe le poste de vice-président en 1897. En 1923, il est président de la Société.
Parmi ses productions littéraires en dialecte mulhousien, on peut citer Usflug no Badewiller am Pfingschtmanting dr 5 juin 1876 (1876), Dr Tuwack (1879) ou Dr Kini Dagobär. Certaines de ses productions sont en français comme Le mouton et le chien (1880) ou au Jardin zoologique (1881). Il a aussi publié sous le pseudonyme R. Nest.
Outre ses productions littéraires, Ernest Meininger effectue des recherches historiques sur sa ville natale et entreprend un travail généalogique sur des familles mulhousiennes. En effet, en 1887, il publie une Notice historique et généalogique sur la famille Zu Rhein dans le Bulletin du musée historique de Mulhouse, puis il étudie les généalogies des familles Brustlein (1888), Hartmann (1890), Zetter (1894), Blech (1898), Meyer (1898) et Meininger (1903), ainsi que sur L'ancienne noblesse de Mulhouse. Par ailleurs, il entreprend un important travail biographique sur les anciens prévôts de Mulhouse. Dans le prolongement de ses recherches généalogiques, Meininger s'intéresse aussi à l'héraldique comme en témoigne son article sur Les anciennes armoiries bourgeoises de Mulhouse.
Concernant l'histoire de Mulhouse, Ernest Meininger travaille sur la topographie de la ville et publie en 1885, son Essai de description, de statistique et d'histoire de Mulhouse, ainsi que L'Hôtel de Ville de Mulhouse en 1892, avec la collaboration de son cousin, le peintre Louis Schoenhaupt. Il étudie également l'histoire politique, religieuse, économique et sociale de la ville et en publie une synthèse en 1923, sous forme de chroniques, l'Histoire de Mulhouse depuis ses origines jusqu'à nos jours. Par ailleurs, il est à l'initiative de la publication, en 1902, de l' Histoire documentaire de l'Industrie de Mulhouse et de ses environs au XIXe siècle. En tant qu'imprimeur, il se passionne également dans l'édition de textes comme les chroniques familiales (Engelmann, Schlumberger, Goetz et Schoen) ou encore la chronique du Suisse Andreas Ryff. En 1909, il obtient le Prix Charles-Blanc de l'Académie française pour son travail sur Les anciens artistes-peintres et décorateurs mulhousiens jusqu’au XIXe siècle.
Après la Première Guerre mondiale, Ernest Meininger se consacre quasi-exclusivement à l'histoire de Mulhouse.
Le 1er janvier 1919, il est nommé archiviste de la ville de Mulhouse. En 1920, il est nommé membre correspondant du Ministère de l'Instruction Publique et des Beaux-Arts.

## Principaux ouvrages
- Essai de description, de statistique et d'histoire de Mulhouse (avec Xavier Mossmann), E. Graeub, 1885, 173 p.
- L'Hôtel de Ville de Mulhouse (avec Louis Schoenhaupt), 1892, 368 p.
- Mulhouse pendant la guerre de 1870-71 : notes prises au jour le jour par ***, Imprimerie Veuve Bader & Cie, 1895, 123 p.
- Manuel des vieux termes mulhousiens et alsaciens, Mulhouse, Société industrielle de Mulhouse, 1921, 116 p.
- Histoire de Mulhouse depuis ses origines jusqu'à nos jours, Mulhouse, Imprimerie Ernest Meininger, 1923, 221 p.